# انگس مک‌اینس
اَنگِـس مک‌اینس (انگلیسی: Angus MacInnes؛ زادهٔ ۲۷ اکتبر ۱۹۴۷ – درگذشتهٔ ۲۳ دسامبر ۲۰۲۴) بازیگر اهل کانادا بود.
از فیلم‌ها یا برنامه‌های تلویزیونی که وی در آن نقش داشته است، می‌توان به یگان ۱۰ از ناوارون، آمین.، معما و روگ وان اشاره کرد.